# Сисоје Схимник
Сисоје Схимник, или Преподобни Сисоје, Сисоје Печерски, је православни светитељ, монах Кијево-Печерског манастира.

## Биографија
Монах Сисоје је извршио подвиг у Печерском манастиру крајем 13. и почетком 14. века.
Када и где је рођен, ко су му родитељи, није познато. Пре усвајања схиме био је јеромонах. Свети Сисоје је био постник, победио је све страсти тела и духа, и добио велику благодат од Бога. Сви који су га познавали чудили су се његовој уздржаности.
Проводећи цео свој живот у монашким подвизима, предсказао је дан своје смрти. Упокојио се у манастиру.
Његове мошти налазе се у Далеким пећинама. У акатисту свим печерским монасима о њему се каже:
  „Радуј се, Сиса, јер си изванредним подвизима поста изненадио не само људе, него и анђеле”.
Преподобни Сисоје се помиње 19. јула (6. јула).